# Borda des Pedrenyes
La Borda des Pedrenyes, Borda de les Pedrenyes, en la parla local, era una antiga borda del terme municipal de Sarroca de Bellera, del Pallars Jussà, dins de l'antic terme ribagorçà de Benés.
Estava situada al nord del poble de Manyanet.